# Pseudapocryptes
Pseudapocryptes és un gènere de peixos de la família dels gòbids i de l'ordre dels perciformes.

## Taxonomia
- Pseudapocryptes borneensis (Bleeker, 1855)[2]
- Pseudapocryptes elongatus (Cuvier, 1816)[3][4][5][6][7][8][9]